# Eumelea degener
Eumelea degener là một loài bướm đêm trong họ Geometridae.